# Nipuna Bandara
Nipuna Dewinda Bandara Liyana Arachchila (tamil. நிபுன தெவிந்த பண்டார லியன ஆராச்சில்; ur. 17 czerwca 1991 w Kandy) – lankijski piłkarz grający na pozycji napastnika w klubie Blue Eagles SC.

## Kariera klubowa

### Don Bosco SC
Bandara grał w Don Bosco SC w latach 2009–2013.

### Blue Eagles SC
Bandara przeszedł do Air Force SC 1 lipca 2013, które w 2020 roku zmieniło nazwę na Blue Eagles SC. W sezonie 2013/2014 rozegrał 3 mecze i strzelił jednego gola w Pucharze Prezydenta AFC. Rok później zaliczył jeden występ w tych rozgrywkach. Sezon 2015/2016 zakończył on wraz z drużyną na czwartym miejscu. W sezonie 2021/2022 rozegrał on 6 meczów dlatego klubu.

## Kariera reprezentacyjna

### Sri Lanka
Bandara zadebiutował dla reprezentacji Sri Lanki 6 grudnia 2009 w meczu Mistrzostw SAFF 2009 z Bhutanem (wyg. 6:0). Rozegrał on również 11 minut w półfinałowym spotkaniu tego turnieju (przeciwko Malediwom, przegrana 1:5). Pierwszą bramkę zawodnik ten zdobył 3 grudnia 2011 w wygranym 3:0 spotkaniu w ramach Mistrzostw SAFF 2011 z Bhutanem, notując dublet. Wystąpił on także w dwóch następnych meczach tego turnieju (z Afganistanem – przegrana 1:3, i z Indiami – przegrana 0:3). Został powołany na kwalifikacje do AFC Challenge Cup 2014. Rozegrał on każde z trzech spotkań w pełnym wymiarze czasowym. Znalazł się w kadrze na Mistrzostwa SAFF 2013. Wystąpił on w każdym ze spotkań fazy grupowej, na której Sri Lanka zakończyła swoje zmagania. Został powołany na mecze pierwszej rundy eliminacji do Mistrzostw Świata 2018 przeciwko reprezentacji Bhutanu. Wystąpił on w obu spotkaniach, w każdym z nich zwycięstwo odnieśli Bhutańczycy. Pojechał z kadrą na Mistrzostwa SAFF 2015. Rozegrał tam dwa mecze – z Indiami, przegrany 0:2 i z Afganistanem, przegrany 0:5. Wystąpił on w dwóch spotkaniach na Pucharze Solidarności AFC.

## Statystyki

### Klubowe
(aktualne na dzień 20 lipca 2022)
| Klub               | Sezon              | Liga                    | Liga  | Liga   | Puchar kraju | Puchar kraju | Kontynent | Kontynent | Suma  | Suma   |
| Klub               | Sezon              | Liga                    | Mecze | Bramki | Mecze        | Bramki       | Mecze     | Bramki    | Mecze | Bramki |
| ------------------ | ------------------ | ----------------------- | ----- | ------ | ------------ | ------------ | --------- | --------- | ----- | ------ |
| Don Bosco SC       | 2009/10            | Dialog Champions League | ?     | ?      | ?            | ?            | –         | –         | ?     | ?      |
| Don Bosco SC       | 2010/11            | Dialog Champions League | ?     | ?      | ?            | ?            | –         | –         | ?     | ?      |
| Don Bosco SC       | 2011/12            | Dialog Champions League | ?     | ?      | ?            | ?            | 0         | 0         | ?     | ?      |
| Don Bosco SC       | 2012/13            | Dialog Champions League | ?     | ?      | ?            | ?            | –         | –         | ?     | ?      |
| Don Bosco SC       | Ogólnie            | Ogólnie                 | ?     | ?      | ?            | ?            | 0         | 0         | ?     | ?      |
| Blue Eagles SC     | 2013/14            | Dialog Champions League | ?     | ?      | ?            | ?            | 3         | 1         | ?     | ?      |
| Blue Eagles SC     | 2014/15            | Dialog Champions League | ?     | ?      | ?            | ?            | 1         | 0         | ?     | ?      |
| Blue Eagles SC     | 2015/16            | Dialog Champions League | ?     | ?      | ?            | ?            | –         | –         | ?     | ?      |
| Blue Eagles SC     | 2016/17            | Dialog Champions League | ?     | ?      | ?            | ?            | –         | –         | ?     | ?      |
| Blue Eagles SC     | 2017/18            | Dialog Champions League | ?     | ?      | ?            | ?            | –         | –         | ?     | ?      |
| Blue Eagles SC     | 2018/19            | Dialog Champions League | ?     | ?      | ?            | ?            | –         | –         | ?     | ?      |
| Blue Eagles SC     | 2019/20            | Dialog Champions League | ?     | ?      | ?            | ?            | –         | –         | ?     | ?      |
| Blue Eagles SC     | 2020/21            | Dialog Champions League | ?     | ?      | ?            | ?            | –         | –         | ?     | ?      |
| Blue Eagles SC     | 2021/22            | Dialog Champions League | 6     | 0      | ?            | ?            | –         | –         | ?     | ?      |
| Blue Eagles SC     | 2022/23            | Dialog Champions League | 0     | 0      | 0            | 0            | –         | –         | ?     | ?      |
| Blue Eagles SC     | Ogólnie            | Ogólnie                 | ?     | ?      | ?            | ?            | 4         | 1         | ?     | ?      |
| Ogólnie w karierze | Ogólnie w karierze | Ogólnie w karierze      | ?     | ?      | ?            | ?            | 4         | 1         | ?     | ?      |

### Reprezentacyjne
| Reprezentacja | Rok     | Mecze | Bramki |
| ------------- | ------- | ----- | ------ |
| Sri Lanka     | 2009    | 2     | 0      |
| Sri Lanka     | 2011    | 3     | 2      |
| Sri Lanka     | 2013    | 6     | 0      |
| Sri Lanka     | 2015    | 5     | 0      |
| Sri Lanka     | 2016    | 4     | 0      |
| Ogólnie       | Ogólnie | 20    | 2      |

| Mecze i gole w reprezentacji | Mecze i gole w reprezentacji | Mecze i gole w reprezentacji | Mecze i gole w reprezentacji | Mecze i gole w reprezentacji | Mecze i gole w reprezentacji | Mecze i gole w reprezentacji | Mecze i gole w reprezentacji                    |
| Sri Lanka                    | Sri Lanka                    | Sri Lanka                    | Sri Lanka                    | Sri Lanka                    | Sri Lanka                    | Sri Lanka                    | Sri Lanka                                       |
| Lp.                          | Data                         | Miejsce                      | Gospodarz                    | Gość                         | Wynik                        | Gol                          | Rozgrywki                                       |
| ---------------------------- | ---------------------------- | ---------------------------- | ---------------------------- | ---------------------------- | ---------------------------- | ---------------------------- | ----------------------------------------------- |
| 1.                           | 06.12.2009                   | Dhaka                        | Sri Lanka                    | Bhutan                       | 6:0                          |                              | Mistrzostwa SAFF 2009                           |
| 2.                           | 11.12.2009                   | Dhaka                        | Malediwy                     | Sri Lanka                    | 5:1                          |                              | Mistrzostwa SAFF 2009                           |
| 3.                           | 03.12.2011                   | Nowe Delhi                   | Sri Lanka                    | Bhutan                       | 3:0                          | Gol · Gol                    | Mistrzostwa SAFF 2011                           |
| 4.                           | 05.12.2011                   | Nowe Delhi                   | Afganistan                   | Sri Lanka                    | 3:1                          |                              | Mistrzostwa SAFF 2011                           |
| 5.                           | 07.12.2011                   | Nowe Delhi                   | Indie                        | Sri Lanka                    | 3:0                          |                              | Mistrzostwa SAFF 2011                           |
| 6.                           | 02.03.2013                   | Muang Xay                    | Afganistan                   | Sri Lanka                    | 1:0                          |                              | AFC Challenge Cup 2014                          |
| 7.                           | 04.03.2013                   | Muang Xay                    | Laos                         | Sri Lanka                    | 4:2                          |                              | AFC Challenge Cup 2014                          |
| 8.                           | 06.03.2013                   | Muang Xay                    | Mongolia                     | Sri Lanka                    | 0:3                          |                              | AFC Challenge Cup 2014                          |
| 9.                           | 02.09.2013                   | Katmandu                     | Malediwy                     | Sri Lanka                    | 10:0                         |                              | Mistrzostwa SAFF 2013                           |
| 10.                          | 04.09.2013                   | Katmandu                     | Afganistan                   | Sri Lanka                    | 3:1                          |                              | Mistrzostwa SAFF 2013                           |
| 11.                          | 06.09.2013                   | Katmandu                     | Bhutan                       | Sri Lanka                    | 2:5                          |                              | Mistrzostwa SAFF 2013                           |
| 12.                          | 02.02.2015                   | Dhaka                        | Bangladesz                   | Sri Lanka                    | 1:0                          |                              | Mecz towarzyski                                 |
| 13.                          | 12.03.2015                   | Kolombo                      | Sri Lanka                    | Bhutan                       | 0:1                          |                              | Mistrzostwa Świata 2018 – eliminacje strefy AFC |
| 14.                          | 17.03.2015                   | Thimphu                      | Bhutan                       | Sri Lanka                    | 2:1                          |                              | Mistrzostwa Świata 2018 – eliminacje strefy AFC |
| 15.                          | 25.12.2015                   | Thiruvananthapuram           | Indie                        | Sri Lanka                    | 2:0                          |                              | Mistrzostwa SAFF 2015                           |
| 16.                          | 31.12.2015                   | Thiruvananthapuram           | Afganistan                   | Sri Lanka                    | 5:0                          |                              | Mistrzostwa SAFF 2015                           |
| 17.                          | 13.01.2016                   | Dhaka                        | Nepal                        | Sri Lanka                    | 1:0                          |                              | Mecz towarzyski                                 |
| 18.                          | 09.10.2016                   | Phnom Penh                   | Kambodża                     | Sri Lanka                    | 4:0                          |                              | Mecz towarzyski                                 |
| 19.                          | 03.11.2016                   | Kuching                      | Sri Lanka                    | Laos                         | 1:2                          |                              | Puchar Solidarności AFC 2016                    |
| 20.                          | 06.11.2016                   | Kuching                      | Mongolia                     | Sri Lanka                    | 2:0                          |                              | Puchar Solidarności AFC 2016                    |

## Sukcesy
Sukcesy w karierze klubowej:

### Don Bosco SC
- Mistrzostwo Sri Lanki (1×): 2010/2011

Sukcesy w karierze reprezentacyjnej:

### Sri Lanka
- półfinał mistrzostw SAFF (1×): 2015